# Thomas Hirschhorn
Thomas Hirschhorn är en konstnär, född 1957 i Bern, Schweiz, som bor och arbetar i Paris, Frankrike.
Han började sin bana som grafisk designer. Under 1980-talet började han skapa objekt och former i liten skala som han ofta ställde ut direkt på gatan. Han tillhörde då den kommunistiska konstnärsgruppen Grapus som ofta jobbade med en form av reklamestetik. Han arbetar ofta med billiga och enkla material som kartong, papper, tejp, spånplatta, tidningsurklipp, aluminiumfolie och lysrör. Med tiden har hans konstverk blivit allt mer omfattande och intensiva och ofta skapar han hela rum fyllda av information och visuella intryck.
Ett återkommande tema är monument i olika former. I en serie installationer i olika europeiska städer har han hyllat filosofer genom att bygga ett slags tillfälliga monument. Utformningen är olika; från ett enkelt altare i kartong med böcker och flygblad tillägnat Spinoza på en gata i Amsterdam till det uppmärksammade monumentet över Georges Bataille under utställningen Documenta 11 i tyska Kassel 2002, som bland annat innehöll bibliotek, kiosk och en TV-studio. Han har också byggt ett monument i Avignon tillägnat Gilles Deleuze och ett i Paris tillägnat Michel Foucault. En liknande serie monument har han tillägnat olika historiska konstnärer. Han kallar dem för ”konstkiosker” vilka han har tapetserat med stenciler av verk av exempelvis de tyska målarna Otto Freundlich och Emil Nolde.
I många av hans verk finns ett starkt engagemang i samtidsfrågor. Ofta ger de uttryck för både tvivel och oro kring de hierarkier som på olika sätt präglar vår tid. Ett verk som tar upp dessa frågor är den enorma installationen World Airport från 1999 som undersökte flygplatsen som anhalt för resenärerna i det globaliserade samhället där exempelvis affärsmän, turister och terrorister beblandas. I sitt verk United Nations omvandlade han en minigolfbana till ett sönderbombat slagfält i miniatyr.
2007 visade han för första gången installationen Concretion Re på galleriet Chantal Crousel i Paris. Detta verk visas också på Göteborgs Konsthall under Göteborgs 4:e Internationella Konstbiennal Rethinking Dissent, 2007. Verket är en våldsam, klaustrofobisk kakofoni med bilder av söndersprängda kroppar från krigszoner, främst kriget i Irak, tillsammans med krigsbilder av den spanske målaren Goya, bilder av pinuppor, missbildningar, torterade kroppar och sjukdomar men även av geologiska formationer som kristaller och stalaktiter. Hela rummet har omformats av brun packtejp vilket får rummet att bilda en skålform. Ur väggarna sväller tejpade utväxter, från taket hänger stora stenblock och runt om i rummet finns vitriner med skyltdockar, betitlade Love, vilka antingen genomborrats av skruv eller själva bär svulster av packtejp. I verket deklamerar han "att varje sår ska vara mitt sår. Varje död är min död. Varje olikhet är min olikhet. Varje orättvisa är min orättvisa. Varje sorg är min sorg.”.